# Campionati Internazionali di Sicilia 2000 - Qualificazioni singolare
Le qualificazioni del singolare dei Campionati Internazionali di Sicilia 2000 sono state un torneo di tennis preliminare per accedere alla fase finale della manifestazione. I vincitori dell'ultimo turno sono entrati di diritto nel tabellone principale. In caso di ritiro di uno o più giocatori aventi diritto a questi sono subentrati i lucky loser, ossia i giocatori che hanno perso nell'ultimo turno ma che avevano una classifica più alta rispetto agli altri partecipanti che avevano comunque perso nel turno finale.
Le qualificazioni del torneo Campionati Internazionali di Sicilia 2000 prevedevano 32 partecipanti di cui 4 sono entrati nel tabellone principale.

## Teste di serie
1. Michail Južnyj (Qualificato)
2. Reginald Willems (primo turno)
3. Marcelo Charpentier (Qualificato)
4. Clemens Trimmel (Qualificato)

1. Sebastián Prieto (ultimo turno)
2. Marc-Kevin Goellner (ultimo turno)
3. Álex López Morón (primo turno)
4. Adrián García (ultimo turno)

## Qualificati
1. Michail Južnyj
2. Mariano Hood

1. Marcelo Charpentier
2. Clemens Trimmel

## Tabellone

### Legenda
| - Q = Qualificato - WC = Wild card - LL = Lucky loser | - ALT = Alternate - SE = Special Exempt - PR = Protected Ranking | - w/o = Walkover - r = Ritirato - d = Squalificato |

### Sezione 1
|  | Primo turno        | Primo turno        | Primo turno        | Primo turno | Primo turno |  |  | Secondo turno   | Secondo turno      | Secondo turno      | Secondo turno | Secondo turno |   |   | Ultimo turno | Ultimo turno   | Ultimo turno   | Ultimo turno | Ultimo turno |  |
|  |                    |                    |                    |             |             |  |  |                 |                    |                    |               |               |   |   |              |                |                |              |              |  |
|  | 1                  | Michail Južnyj     | Michail Južnyj     | 6           | 6           |  |  |                 |                    |                    |               |               |   |   |              |                |                |              |              |  |
|  |                    | Martin Verkerk     | Martin Verkerk     | 3           | 3           |  |  | 1               | Michail Južnyj     | Michail Južnyj     | 6             | 7             |   |   |              |                |                |              |              |  |
|  | Jakub Herm-Zahlava | Jakub Herm-Zahlava | Jakub Herm-Zahlava | 6           | 6           |  |  |                 | Jakub Herm-Zahlava | Jakub Herm-Zahlava | 2             | 63            |   |   |              |                |                |              |              |  |
|  | Devin Bowen        | Devin Bowen        | Devin Bowen        | 2           | 4           |  |  |                 |                    |                    |               |               |   |   | 1            | Michail Južnyj | Michail Južnyj | 6            | 6            |  |
|  | Stefano Galvani    | Stefano Galvani    | Stefano Galvani    | 6           | 6           |  |  |                 |                    |                    | Igor Gaudi    | Igor Gaudi    | 1 | 1 |              |                |                |              |              |  |
|  | Jack Waite         | Jack Waite         | Jack Waite         | 4           | 2           |  |  | Stefano Galvani | Stefano Galvani    | Stefano Galvani    | 3             | 2             |   |   |              |                |                |              |              |  |
|  |                    | Igor Gaudi         | Igor Gaudi         | 7           | 6           |  |  | Igor Gaudi      | Igor Gaudi         | Igor Gaudi         | 6             | 6             |   |   |              |                |                |              |              |  |
|  | 7                  | Álex López Morón   | Álex López Morón   | 65          | 2           |  |  |                 |                    |                    |               |               |   |   |              |                |                |              |              |  |

### Sezione 2
|  | Primo turno      | Primo turno      | Primo turno      | Primo turno      | Primo turno |  |  | Secondo turno | Secondo turno   | Secondo turno   | Secondo turno | Secondo turno |   |   | Ultimo turno | Ultimo turno | Ultimo turno | Ultimo turno | Ultimo turno |  |
|  |                  |                  |                  |                  |             |  |  |               |                 |                 |               |               |   |   |              |              |              |              |              |  |
|  |                  | Renzo Furlan     | Renzo Furlan     | Renzo Furlan     | 5           |  |  |               |                 |                 |               |               |   |   |              |              |              |              |              |  |
|  | 2                | Reginald Willems | Reginald Willems | Reginald Willems | 1r          |  |  | Renzo Furlan  | Renzo Furlan    | Renzo Furlan    | 3             | 2             |   |   |              |              |              |              |              |  |
|  | Mariano Hood     | Mariano Hood     | Mariano Hood     | 6                | 7           |  |  | Mariano Hood  | Mariano Hood    | Mariano Hood    | 6             | 6             |   |   |              |              |              |              |              |  |
|  | Alessio Di Mauro | Alessio Di Mauro | Alessio Di Mauro | 4                | 64          |  |  |               |                 |                 |               |               |   |   |              | Mariano Hood | 63           | 6            | 6            |  |
|  | Marzio Martelli  | Marzio Martelli  | Marzio Martelli  | 6                | 6           |  |  |               |                 | 8               | Adrián García | 7             | 3 | 4 |              |              |              |              |              |  |
|  | Éric Prodon      | Éric Prodon      | Éric Prodon      | 3                | 0           |  |  |               | Marzio Martelli | Marzio Martelli | 3             | 5             |   |   |              |              |              |              |              |  |
|  | 8                | Adrián García    | Adrián García    | 6                | 6           |  |  | 8             | Adrián García   | Adrián García   | 6             | 7             |   |   |              |              |              |              |              |  |
|  |                  | Feliciano López  | Feliciano López  | 4                | 2           |  |  |               |                 |                 |               |               |   |   |              |              |              |              |              |  |

### Sezione 3
|  | Primo turno             | Primo turno             | Primo turno             | Primo turno       | Primo turno |  |  | Secondo turno | Secondo turno           | Secondo turno           | Secondo turno    | Secondo turno    |   |   | Ultimo turno | Ultimo turno        | Ultimo turno        | Ultimo turno | Ultimo turno |  |
|  |                         |                         |                         |                   |             |  |  |               |                         |                         |                  |                  |   |   |              |                     |                     |              |              |  |
|  | 3                       | Marcelo Charpentier     | Marcelo Charpentier     | 6                 | 6           |  |  |               |                         |                         |                  |                  |   |   |              |                     |                     |              |              |  |
|  |                         | Ramón Delgado           | Ramón Delgado           | 2                 | 3           |  |  | 3             | Marcelo Charpentier     | Marcelo Charpentier     | 6                | 6                |   |   |              |                     |                     |              |              |  |
|  | Johan Landsberg         | Johan Landsberg         | Johan Landsberg         | 6                 | 6           |  |  |               | Johan Landsberg         | Johan Landsberg         | 1                | 4                |   |   |              |                     |                     |              |              |  |
|  | Francesco Palpacelli    | Francesco Palpacelli    | Francesco Palpacelli    | 4                 | 3           |  |  |               |                         |                         |                  |                  |   |   | 3            | Marcelo Charpentier | Marcelo Charpentier | 6            | 6            |  |
|  | Juan-Albert Viloca-Puig | Juan-Albert Viloca-Puig | Juan-Albert Viloca-Puig | 7                 | 6           |  |  |               |                         | 5                       | Sebastián Prieto | Sebastián Prieto | 3 | 2 |              |                     |                     |              |              |  |
|  | Juan Ignacio Carrasco   | Juan Ignacio Carrasco   | Juan Ignacio Carrasco   | 6(1)              | 2           |  |  |               | Juan-Albert Viloca-Puig | Juan-Albert Viloca-Puig | 65               | 2                |   |   |              |                     |                     |              |              |  |
|  | 5                       | Sebastián Prieto        | Sebastián Prieto        | Sebastián Prieto  | 4           |  |  | 5             | Sebastián Prieto        | Sebastián Prieto        | 7                | 6                |   |   |              |                     |                     |              |              |  |
|  |                         | Vasilīs Mazarakīs       | Vasilīs Mazarakīs       | Vasilīs Mazarakīs | 1r          |  |  |               |                         |                         |                  |                  |   |   |              |                     |                     |              |              |  |

### Sezione 4
|  | Primo turno        | Primo turno         | Primo turno         | Primo turno | Primo turno |  |  | Secondo turno | Secondo turno       | Secondo turno       | Secondo turno       | Secondo turno |   |    | Ultimo turno | Ultimo turno    | Ultimo turno | Ultimo turno | Ultimo turno |  |
|  |                    |                     |                     |             |             |  |  |               |                     |                     |                     |               |   |    |              |                 |              |              |              |  |
|  | 4                  | Clemens Trimmel     | Clemens Trimmel     | 6           | 6           |  |  |               |                     |                     |                     |               |   |    |              |                 |              |              |              |  |
|  |                    | Alessandro Ciappa   | Alessandro Ciappa   | 2           | 2           |  |  | 4             | Clemens Trimmel     | 65                  | 6                   | 6             |   |    |              |                 |              |              |              |  |
|  | Aleksandar Kitinov | Aleksandar Kitinov  | 3                   | 6           | 6           |  |  |               | Aleksandar Kitinov  | 7                   | 2                   | 3             |   |    |              |                 |              |              |              |  |
|  | Tomas Zivnicek     | Tomas Zivnicek      | 6                   | 4           | 4           |  |  |               |                     |                     |                     |               |   |    | 4            | Clemens Trimmel | 3            | 7            | 7            |  |
|  | Uros Vico          | Uros Vico           | Uros Vico           | 7           | 6           |  |  |               |                     | 6                   | Marc-Kevin Goellner | 6             | 5 | 64 |              |                 |              |              |              |  |
|  | Thomas Schiessling | Thomas Schiessling  | Thomas Schiessling  | 5           | 1           |  |  |               | Uros Vico           | Uros Vico           | 3                   | 4             |   |    |              |                 |              |              |              |  |
|  | 6                  | Marc-Kevin Goellner | Marc-Kevin Goellner | 6           | 6           |  |  | 6             | Marc-Kevin Goellner | Marc-Kevin Goellner | 6                   | 6             |   |    |              |                 |              |              |              |  |
|  |                    | Leoš Friedl         | Leoš Friedl         | 4           | 4           |  |  |               |                     |                     |                     |               |   |    |              |                 |              |              |              |  |